# Henry Alken
Henry Alken (Soho, 12 ottobre 1784 – Londra, 7 aprile 1851) è stato un incisore inglese.

## Biografia
Figlio del pittore inglese Samuel Alken, si occupò di soggetti sportivi ed umoristici, con caldo successo.
Le sue raccolte più celebri sono The national sports of Great Britain (1821), Sporting scrap book (1824), Sporting sketches (1827).